# Cortège for orchestra
Cortège for orchestra is een compositie van Arnold Bax.
Van dit orkestwerk is slechts weinig bekend. Het is geschreven in Genève, toen zijn vriendin Harriet Cohen daar behandeld werd tegen tuberculose. Bax was toen ook al bezig met zijn Symfonie nr. 2 en schreef Cortège vermoedelijk als tussendoortje. Bax heeft het nooit horen spelen tijdens zijn leven. Het is opgedragen aan Herbert Hughes, muziekcriticus en arrangeur van Ierse volksmuziek.
Orkestratie:
- 3dwarsfluiten (III ook piccolo), 2 hobo’s, 1 althobo, 2 klarinetten, 1 basklarinet, 2 fagotten, 1 contrafagot
- 4 hoorns, 3 trompetten, 3 trombones, 1 tuba, 2 cornetten
- pauken, percussie, 1 harp
- violen, altviolen, celli, contrabassen